# Accident du travail aux États-Unis
Aux États-Unis, où la sécurité au travail est réglementée au niveau fédéral par l'Occupational Safety and Health Administration, on parle de workers’ compensation pour désigner le système d'assurances-accident au travail.

## Historique
Au début du XXe siècle, la plupart des États, ainsi que l'État fédéral, mirent en place des lois sur la compensation des travailleurs, qui permettait l'indemnisation forfaitaire de la victime en échange d'un abandon de ses droits à porter plainte pour « négligence ». L'État du Maryland fut le premier, en 1902, à promulguer une telle loi, suivi en 1906 par l'État fédéral, compétent pour la fonction publique fédérale. La Cour suprême, pourtant opposée à toute régulation de l'économie, entérina ce système dans New York Central Railroad v. White (1917).

## Les agences réglementaires et les fonds d'indemnisation
Chaque État a une agence chargée de la réglementation en ce domaine, de la surveillance des conditions de travail et du respect des normes de santé et de sécurité, ainsi que la surveillance des différents dispositifs, mixtes (public/privé), d'assurances sociales (cf. par ex. Virginia Workers' Compensation Commission (en)). Douze États ont des fonds publics d'indemnisation, le plus important étant le State Compensation Insurance Fund (en) de Californie. Le Dakota du Nord, l'Ohio, l'État de Washington et le Wyoming font exception en ce que le fonds public d'indemnisation est exclusif de toute assurance privée. Les autres États effectuent des mixtes.

## Régimes spécifiques
Par ailleurs, le Merchant Marine Act of 1920 et le Federal Employers Liability Act (en) de 1908 (FELA) prévoient des dispositions spécifiques pour les marins et les cheminots. Le FELA, qui ne s'applique qu'aux employés de compagnies ferroviaires, exige notamment des accidentés qu'ils fassent la preuve de la négligence à l'origine de l'accident. Ce dispositif qui fait peser la charge de la preuve sur les victimes d'accidents du travail est compensé par une indemnisation supérieure au régime général, si la négligence est reconnue.
Enfin, à la suite notamment de l'accident minier de Massey Energy en avril 2010, le Dodd-Frank Act de juillet 2010 prévoit une enquête de la Securities and Exchange Commission (SEC) sur la sécurité des mines et le nombre d'accidents du travail.

## À New York
Dans l'État de New York, la loi sur la compensation des travailleurs a été modifiée en mars 2007, en étendant le nombre d'accidents considérés comme pertinents, tout en supprimant les indemnisations à vie en cas d'incapacité permanente « partielle ». Les honoraires fixés par l'avocat consulté doivent être autorisés et confirmés par le juge.